# Atletica leggera ai Giochi della II Olimpiade - Salto con l'asta
La gara del salto con l'asta dei Giochi della II Olimpiade si tenne il 15 luglio 1900 a Parigi.

## La gara
La gara è prevista di domenica. La scelta degli organizzatori spinge gli atleti anglo-americani a disertare la gara. Cinque università USA proibiscono ai propri atleti di scendere in campo. 

Daniel Horton, uno dei migliori specialisti (personale di 3,45), non si presenta nemmeno in pedana.
Bascom Johnson (3,55 di personale) e Charles Dvorak (3,50 di personale) invece decidono di trattare il rinvio. Quando arriva l'assicurazione da parte degli organizzatori che la gara è rinviata all'indomani, ripongono le aste e lasciano il campo.

Ma gli organizzatori pochi minuti dopo cambiano idea. Se ne accorge solo Irving Baxter, specialista del salto in alto, che era rimasto nei pressi del campo di gara.

Si iscrive a due gare: asta e alto. Le vince entrambe.
Giovedì la gara verrà ripetuta per dare la possibilità a chi non era presente di partecipare. Bascom Johnson è comunque assente: è già partito per casa. Vince Daniel Horton con 3,45 m davanti a Dvorak (3,40 m). Gli organizzatori consegnano a Horton un "premio speciale"; i risultati non hanno però effetti sulla classifica ufficiale.
Charles Dvorak si rifarà quattro anni dopo, prendendo la rivincita ai Giochi di Saint Louis.

## Risultati

### Finale
Ore 16,30.
| Pos.    | Nazione     | Atleta               | Età | Misura   |
| ------- | ----------- | -------------------- | --- | -------- |
| Oro     | Stati Uniti | Irving Baxter        | 24  | 3,30 m = |
| Argento | Stati Uniti | Meredith Colket      | 22  | 3,25 m   |
| Bronzo  | Norvegia    | Carl Albert Andersen | 24  | 3,20 m   |
| 4       | Francia     | Émile Gontier        | 22  | 3,10 m   |
| 4       | Ungheria    | Jakab Kauser         | 22  | 3,10 m   |
| 4       | Svezia      | Eric Lemming         | 20  | 3,10 m   |
| 7       | Svezia      | Karl Staaf           | 19  | 2,80 m   |
| 8       | Svezia      | August Nilsson       | 28  | 2,60 m   |

L'accoppiata di Irving Baxter Salto in alto + Salto con l'asta rimarrà un unicum nell'atletica internazionale (olimpica e mondiale).

## Galleria d'immagini

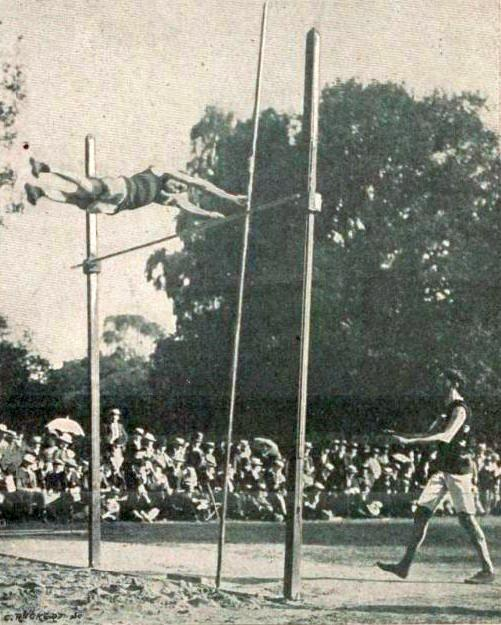
Meredith Colket, secondo classificato con 3,25 metri.
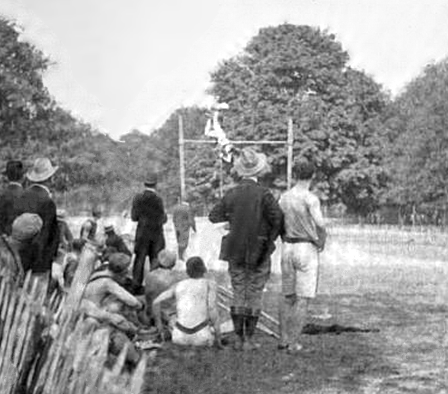
Charles Dvorak valica l'asticella a 3,40 metri (arriverà secondo) nella ripetizione non ufficiale della gara.